# Marathon van Eindhoven 2007
De marathon van Eindhoven 2007 werd gelopen op zondag 14 oktober 2007. Het was de 32e editie van de marathon van Eindhoven. De Keniaan Philip Singoei kwam als eerste over de streep in 2:07.57. Bij de vrouwen was zijn landgenote Lydia Kurgat het snelst en finishte in 2:39.27.

## Uitslagen

### Mannen

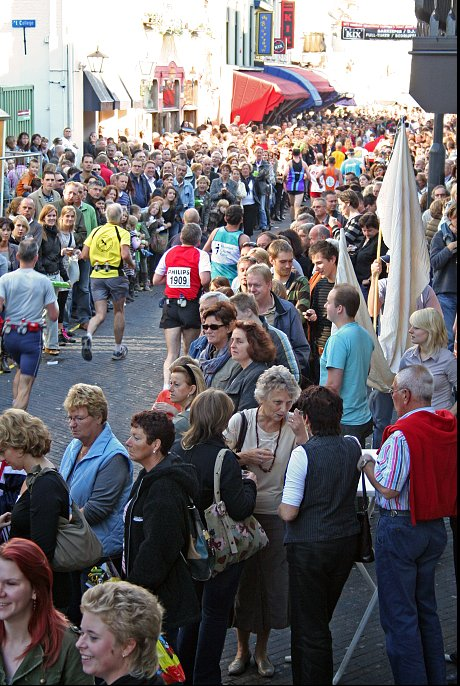
Marathon Eindhoven 2007, Stratumseind

| rang   | naam            | land | tijd    |
| ------ | --------------- | ---- | ------- |
| Goud   | Philip Singoei  | KEN  | 2:07.57 |
| Zilver | Paul Biwott     | KEN  | 2:09.56 |
| Brons  | Joseph Ngeny    | KEN  | 2:11.05 |
| 4      | Sammy Chumba    | KEN  | 2:11.08 |
| 5      | Mulugeta Wami   | ETH  | 2:11.47 |
| 6      | Sammy Njoroge   | KEN  | 2:11.54 |
| 7      | John Kirui      | KEN  | 2:12.01 |
| 8      | Vitaly Shafar   | UKR  | 2:12.07 |
| 9      | David Sang      | KEN  | 2:14.46 |
| 10     | Tesfaye Eticha  | KEN  | 2:15.53 |
| 11     | Peter Kemboi    | KEN  | 2:18.31 |
| 12     | Cleophas Rop    | KEN  | 2:18.39 |
| 13     | Kiprop Korir    | KEN  | 2:20.04 |
| 14     | Daniel Chirchir | KEN  | 2:21.08 |
| 15     | Greg van Hest   | NED  | 2:21.14 |

### Vrouwen
| rang   | naam            | land | tijd    |
| ------ | --------------- | ---- | ------- |
| Goud   | Lydia Kurgat    | KEN  | 2:39.27 |
| Zilver | Tabitha Kibet   | KEN  | 2:40.51 |
| Brons  | Eunice Korir    | KEN  | 2:40.56 |
| 4      | Inge van Bergen | NED  | 2:51.53 |
| 5      | Agnes Hijman    | NED  | 2:53.30 |
| 6      | Ella Witjes     | NED  | 2:56.42 |

1959 ·
1960 ·
1982 ·
1984 ·
1986 ·
1988 ·
1990 ·
1991 ·
1992 ·
1993 ·
1994 ·
1995 ·
1996 ·
1997 ·
1998 ·
1999 ·
2000 ·
2001 ·
2002 ·
2003 ·
2004 ·
2005 ·
2006 ·
2007 ·
2008 ·
2009 ·
2010 ·
2011 ·
2012 ·
2013 ·
2014 ·
2015 ·
2016 ·
2017 ·
2018 ·
2019 ·
2020 ·
2021 ·
2022 ·
2023 ·
2024 ·
2025